# Trái tim có nắng
Trái tim có nắng là một bộ phim truyền hình được thực hiện bởi Trung tâm Phim truyền hình Việt Nam, Đài Truyền hình Việt Nam do Bùi Tiến Huy và Nguyễn Đức Hiếu làm đạo diễn. Phim phát sóng vào lúc 15h00 thứ 7, Chủ Nhật hàng tuần bắt đầu từ ngày 6 tháng 9 năm 2014 và kết thúc vào ngày 4 tháng 1 năm 2015 trên kênh VTV3.

## Nội dung
Trái tim có nắng xoay quanh cuộc sống của ba người bạn Tuấn (Phạm Anh Tuấn), Linh (Phan Minh Huyền) và Ngân (Phanh Lee). Xuất thân từ một gia đình giàu có, thói quen tiêu tiền như nước của Tuấn khiến bao người phải nhức mắt; đối nghịch với đó, Linh lại là cô gái có gia cảnh nghèo khó nhưng giàu nghị lực, tốt bụng, hết lòng vì mọi người. Trong một lần đối đầu với Tuấn, cô cùng Ngân đã trở thành đôi bạn thân thiết. Nào ngờ đâu, Tuấn chính là cậu ấm mà mẹ Linh đang giúp việc, vì thế cô phải bất đắc dĩ phải đảm đương phần việc của mẹ, đồng thời ra tay chấn chỉnh cậu thiếu gia có sở thích "lấy tiền đè người"...

## Diễn viên
- NSND Lan Hương trong vai Bà Thu
- NSND Minh Hòa trong vai Bà Hà
- NSƯT Đỗ Kỷ trong vai Ông Đức
- Phạm Anh Tuấn trong vai Tuấn[4]
- Phan Minh Huyền trong vai Linh[4]
- Phanh Lee trong vai Ngân[4]
- Xuân Phúc trong vai Phong[4]
- Ngọc Bích trong vai Bà Xuyến
- An Ninh trong vai Ông Phát
- Tạ Am trong vai Ông Phú
- Duy Long trong vai Chuột Nhắt

Cùng một số diễn viên khác...

## Nhạc phim
- Em muốn[5]

Sáng tác: Nguyễn Đức Cường
Thể hiện: Ái Phương
- Có bao giờ anh biết

Sáng tác: Mạnh Quân
Thể hiện: Ái Phương

## Đón nhận
Tại thời điểm phát sóng, Trái tim có nắng đã được đánh giá cao vì khai thác đề tài trẻ trung mới mẻ cùng diễn xuất ấn tượng từ dàn diễn viên chính. Dù vậy, bộ phim cũng nhận về những phê bình khi có nhiều tình tiết được cho là "phi lý" và "thiếu thuyết phục", đồng thời đi theo mô-típ "hoàng từ lọ lem" trong nhiều bộ phim thường thấy của Hàn Quốc. Nhiều người xem đã đánh giá lời thoại của các nhân vật trong phim dài dòng, văn chương, hoa mỹ cùng diễn xuất "làm quá" trong một số phân đoạn của hai nhân vật chính.

## Giải thưởng
| Năm  | Giải thưởng                                | Hạng mục                  | (Người) đề cử   | Kết quả       | Tham khảo |
| ---- | ------------------------------------------ | ------------------------- | --------------- | ------------- | --------- |
| 2014 | Liên hoan Truyền hình Toàn quốc lần thứ 34 | Phim truyền hình          | —               | Giải bạc      | [ 8 ]     |
| 2014 | Giải Cánh diều                             | Phim truyện truyền hình   | —               | Cánh diều bạc | [ 9 ]     |
| 2015 | Ấn tượng VTV                               | Nữ diễn viên ấn tượng     | Phan Minh Huyền | Đề cử         | [ 10 ]    |
| 2015 | Ấn tượng VTV                               | Phim truyền hình ấn tượng | —               | Đề cử         | [ 11 ]    |